# Quid Pro Quo (álbum)
Quid Pro Quo es el vigésimo noveno álbum de estudio de la banda británica de rock Status Quo, publicado en 2011 por Fourth Chord Records. Se lanzó al mercado mundial el 27 de mayo, pero en el Reino Unido fue puesto a la venta tres días más tarde como exclusividad de las tiendas Tesco, una semana antes de su lanzamiento oficial en su propio país ocurrido el 6 de junio de 2011. Alcanzó el décimo puesto en la lista británica y en el mismo año se certificó con disco de plata, tras superar las 60 000 copias vendidas. En cuanto a su promoción se publicaron cinco canciones como sencillos, pero solo a través de descarga digital entre el 2011 y el 2012.
Dentro de la lista de canciones destacó la nueva versión de «In the Army Now», grabada con The Cops of Army Music Choir y que en 2010 se lanzó como sencillo, cuyas ganancias fueron destinadas a las fundaciones British Forces Foundation y Help for Heroes. Por otro lado, se publicó en una edición especial que incluyó un segundo disco denominado The Official Live Bootleg, que contó con algunas canciones grabadas en vivo en Ámsterdam y Melbourne en 2010.

## Lista de canciones
| N.º | Título                                                      | Escritor(es)              | Duración |  |
| 1.  | «Two Way Traffic»                                           | Rossi, Edwards            | 4:00     |  |
| 2.  | «Rock 'n' Roll 'n' You»                                     | Rossi, Bown               | 3:32     |  |
| 3.  | «Dust to Gold»                                              | Rossi, Edwards, Bown      | 4:52     |  |
| 4.  | «Let's Rock»                                                | Parfitt, Wayne Morris     | 4:28     |  |
| 5.  | «Can't See for Looking»                                     | Parfitt, Edwards, Bown    | 3:55     |  |
| 6.  | «Better than That»                                          | Rossi, Bob Young          | 3:18     |  |
| 7.  | «Movin' On»                                                 | Rossi, Young              | 4:05     |  |
| 8.  | «Leave a Little Light On»                                   | Parfitt, Morris           | 4:05     |  |
| 9.  | «Any Way You Like It»                                       | Edwards, Bown, Alan Crook | 3:18     |  |
| 10. | «Frozen Hero»                                               | Rossi, Bown               | 4:21     |  |
| 11. | «Reality Cheque»                                            | Parfitt, Edwards          | 4:05     |  |
| 12. | «The Winner»                                                | Rossi, Young              | 3:18     |  |
| 13. | «It's All About You»                                        | Rossi, Young              | 2:54     |  |
| 14. | «My Old Ways»                                               | Rossi, Young              | 3:04     |  |
| 15. | «In the Army Now (2010)» (publicado solo en el Reino Unido) | Rob Bolland, Fred Bolland | 3:53     |  |

| Segundo disco - The Official Live Bootleg |                              |                                                     |          |  |
| N.º                                       | Título                       | Escritor(es)                                        | Duración |  |
| 1.                                        | «Whatever You Want»          | Parfitt, Bown                                       | 5:12     |  |
| 2.                                        | «Down Down»                  | Rossi, Young                                        | 5:06     |  |
| 3.                                        | «Don't Drive My Car»         | Rossi, Bernie Frost                                 | 3:51     |  |
| 4.                                        | «Hold You Back»              | Rossi, Young, Parfitt                               | 4:38     |  |
| 5.                                        | «Pictures of Matchstick Men» | Rossi                                               | 2:29     |  |
| 6.                                        | «Ice in the Sun»             | Marty Wilde, Ronnie Scott                           | 2:14     |  |
| 7.                                        | «Beginning of the End»       | Rossi, Edwards                                      | 4:27     |  |
| 8.                                        | «Roll Over Lay Down»         | Rossi, Young, Parfitt, Alan Lancaster, John Coghlan | 5:58     |  |
| 9.                                        | «Caroline»                   | Rossi, Young                                        | 5:08     |  |
| 10.                                       | «Rockin' All Over the World» | John Fogerty                                        | 4:07     |  |
| 11.                                       | «Paper Plane»                | Rossi, Young                                        | 3:38     |  |
| 12.                                       | «Softer Ride»                | Parfitt, Lancaster                                  | 3:46     |  |

## Músicos
- Francis Rossi: voz y guitarra líder
- Rick Parfitt: voz y guitarra rítmica
- John Edwards: bajo
- Andy Bown: teclados
- Matt Letley: batería

Músicos invitados
- Bob Young: armónica en pista trece
- Nick Rossi: coros en pistas dos, seis, siete, doce y catorce
- Simon Clarke: saxofón barítono en pista cuatro
- Paul Spong: trompeta en pista cuatro
- Tim Sanders: saxofón tenor en pista cuatro